# Dorstiana
Dorstiana is een geslacht van vlinders van de familie Uilen (Noctuidae), uit de onderfamilie Hadeninae.

## Soorten
- D. aethiopica Laporte, 1974
- D. chojnackii Laporte, 1984
- D. dorsti Laporte, 1976
- D. johannidorsti Laporte, 1984